# Reacție Heck
Reacția Heck (denumită și reacție Mizoroki-Heck) este o reacție organică prin intermediul căreia se obține alchene substituite plecând de o anumită alchenă și de la o halogenură nesaturată. Se realizează în mediu bazic și în prezența unui catalizator de paladiu:

## Istoric
Reacția a fost denumită după Tsutomu Mizoroki și Richard F. Heck. Heck a primit în anul 2010 Premiul Nobel pentru Chimie, împreună cu savanții Ei-ichi Negishi și Akira Suzuki, pentru descoperirea și dezvoltarea acestei reacții, care a fost primul exemplu de reacție de formare de legături carbon-carbon cu ajutorul unui ciclu catalitic Pd(0)/Pd(II). Importanța reacției constă în faptul că este o reacție de substituție a atomilor de carbon planari hibridizați sp2. Au fost publicate câteva revizuiri ale reacției.